# Elecciones a la Asamblea Constituyente de Ecuador de 1938
Las elecciones para diputados constituyentes de 1938 determinaron quienes conformarían la Asamblea Constituyente de Ecuador de 1938, la cual tenía como objetivo la redacción de un nuevo texto constitucional para el país en reemplazo de la Constitución de Ecuador de 1906 que se encontraba en vigencia.
La conformación de una asamblea constituyente fue convocada por el jefe supremo Alberto Enríquez Gallo para retornar el país al régimen constitucional, dando la consigna Enríquez de que la elección se configure para permitir que los partidos conservador, liberal y socialista tengan un número equitativo de diputados.

## Nómina de Diputados
53 diputados, 52 provinciales y 1 por el Archipiélago de Colón.

### Diputados delPartido Liberal Radical Ecuatoriano
| Diputado                         | Diputado                         | Diputado                              |
| -------------------------------- | -------------------------------- | ------------------------------------- |
| Francisco Arízaga Luque          | Francisco Arízaga Luque          | Alfonso Almeida Andrade-Marín         |
| Armando Espinel Mendoza          | Armando Espinel Mendoza          | Rafael Arcos Díaz                     |
| José Domingo Carmigniani Paroli  | José Domingo Carmigniani Paroli  | José Antonio Gómez González           |
| Guillermo Baquerizo Moreno       | Guillermo Baquerizo Moreno       | Alberto Moncayo Andrade               |
| César Plaza Monzón               | César Plaza Monzón               | Juan Ontaneda Castillo                |
|                                  | Manuel María Borrero González    | Alfonso Fierro Castillo               |
| Luis Fernando Ruiz Lecaro        | Luis Fernando Ruiz Lecaro        | Guillermo Peñaherrera Peñaherrera     |
| Luis Benigno Gallegos Chiriboga  | Luis Benigno Gallegos Chiriboga  | Humberto Albornoz Sánchez             |
| César Augusto Durango Montenegro | César Augusto Durango Montenegro | Carlos Rigoberto Vintimilla Jaramillo |
| Lucas S. Vasquez                 |                                  |                                       |

### Diputados delPartido Conservador Ecuatoriano
| Diputado                       | Diputado                       | Diputado                      |
| ------------------------------ | ------------------------------ | ----------------------------- |
| Cruz Elías Vásquez             | Cruz Elías Vásquez             | Alberto Marchán Díaz          |
| Moisés Luna Andrade            | Moisés Luna Andrade            | José María Riofrío Valdivieso |
| Manuel Elicio Flor Torres      | Manuel Elicio Flor Torres      | Ricardo Castillo              |
| Rafael Terán Coronel           | Rafael Terán Coronel           | Alfonso Dávalos Valdivieso    |
| Alfonso Mora Bowen             | Alfonso Mora Bowen             | Gabriel Silva del Pozo        |
| Rafael Florencio Arízaga Toral | Rafael Florencio Arízaga Toral | Eduardo Daste Llorente        |
|                                | Wilfrido Loor Moreira          | Octavio Muñoz Borrero         |

### Diputados delPartido Socialista Ecuatoriano
| Diputado                 | Diputado                   | Diputado                       |
| ------------------------ | -------------------------- | ------------------------------ |
| César Guerra Casares     | César Guerra Casares       | José Pólit Ortiz               |
| Antonio José Borja Pérez | Antonio José Borja Pérez   | Juan Rocha Mera                |
| Arturo del Pozo Saltos   | Arturo del Pozo Saltos     | Guillermo Baquerizo Jiménez    |
| Luis Monsalve Pozo       | Luis Monsalve Pozo         | Eladio Viteri Escobar          |
|                          | Carlos Cueva Tamariz       | Roberto Luis Cervantes Montaño |
| Manuel Romero Sánchez    | Manuel Romero Sánchez      | Modesto Chávez González        |
| Alberto Suárez Dávila    | Alberto Suárez Dávila      | Pedro Falconí Ortega           |
| Luis Maldonado Tamayo    | Luis Maldonado Tamayo      | Humberto Machuca               |
| Antonio Ortiz Mera       | Antonio Ortiz Mera         | Rafael Ávila Garrido           |
|                          | Alfredo Pareja Diezcanseco | Jorge Rivera Larrea            |

Fuente:

## Diputados que dejaron sus curules
| Diputado                      | Partido                             | Motivo                                     | Reemplazo                   | Ref.  |
| ----------------------------- | ----------------------------------- | ------------------------------------------ | --------------------------- | ----- |
| Manuel María Borrero González | Partido Liberal Radical Ecuatoriano | Electo Presidente Interino de la República | Manuel Cabeza de Vaca Silva | [ 4 ] |